# إدي كوشران
إدي كوشران (بالإنجليزية: Eddie Cochran) هو ملحن وعازف قيثارة ومغني مؤلف أمريكي، ولد في 3 أكتوبر 1938 في ألبرت ليا في الولايات المتحدة، وتوفي في 17 أبريل 1960 في باث في المملكة المتحدة.

## وصلات خارجية
- الموقع الرسمي
- إدي كوشران على موقع IMDb (الإنجليزية)
- إدي كوشران على موقع الموسوعة البريطانية (الإنجليزية)
- إدي كوشران على موقع ميوزك برينز (الإنجليزية)
- إدي كوشران على موقع رولينغ ستون (الإنجليزية)
- إدي كوشران على موقع إن إن دي بي (الإنجليزية)
- إدي كوشران على موقع أول ميوزيك (الإنجليزية)
- إدي كوشران على موقع ديسكوغز (الإنجليزية)
- إدي كوشران على موقع قاعدة بيانات الفيلم (الإنجليزية)